# Íñigo
Íñigo  è un nome proprio di persona spagnolo maschile.

## Varianti
- Maschile: Iñigo

### Varianti in altre lingue
- Inglese: Inigo[2]
- Italiano: Inigo, Innico

## Origine e diffusione
Si tratta di una forma medievale spagnola di Eneko, nome basco derivato forse da Ennecus, di significato ignoto.
Íñigo era il nome di battesimo di sant'Ignazio di Loyola, quindi viene occasionalmente considerato una variante di Ignazio.
La variante inglese Inigo divenne nota grazie all'architetto Inigo Jones, ma è comunque rara. Innico è una forma italianizzata.

## Onomastico
L'onomastico si può festeggiare il 1º giugno in memoria di sant'Enecone di Oña, o alternativamente il 31 luglio per sant'Ignazio di Loyola.

## Persone
- Íñigo Abbad y Lasierra, monaco benedettino spagnolo
- Íñigo Cuesta, ciclista su strada spagnolo
- Íñigo Errejón, politologo e politico spagnolo
- Íñigo II Garcés, co-regnante del re di Pamplona
- Íñigo I Íñiguez Arista, re di Pamplona, conte di Bigorre e di Sobrarbe, re dei Baschi di Navarra
- Íñigo Liceranzu, calciatore e allenatore di calcio spagnolo
- Íñigo López de Hurtado de Mendoza, viceré di Napoli
- Íñigo López Loiola, vero nome di Ignazio di Loyola, gesuita spagnolo
- Íñigo López de Mendoza y Zúñiga, cardinale spagnolo

### Variante Iñigo
- Iñigo Cervantes-Huegun, tennista spagnolo
- Iñigo Díaz de Cerio, calciatore spagnolo
- Íñigo Errejón, politico spagnolo
- Iñigo Idiakez, calciatore spagnolo
- Iñigo Landaluze, ciclista su strada spagnolo
- Iñigo Larrainzar, calciatore spagnolo
- Iñigo Lizarralde, calciatore spagnolo
- Íñigo López de Mendoza, poeta e militare spagnolo
- Iñigo Pérez, calciatore spagnolo
- Iñigo Urkullu, politico spagnolo
- Iñigo Vélez, calciatore spagnolo
- Iñigo Vélez de Guevara, diplomatico spagnolo

### Variante Inigo
- Inigo Campioni, ammiraglio italiano
- Inigo Jones, architetto, scenografo e costumista britannico

### Variante Innico
- Innico I d'Avalos, nobile e condottiero spagnolo
- Innico II d'Avalos, nobile e condiettiero spagnolo
- Innico d'Avalos d'Aragona, cardinale e vescovo cattolico italiano
- Innico Maria Guevara-Suardo, principe-gran maestro del Sovrano Militare Ordine di Malta

## Il nome nelle arti
- Íñigo Balboa y Aguirre è un personaggio della serie di romanzi Le avventure del Capitano Alatriste, scritta da Arturo Pérez-Reverte e del film del 2006 da essa tratto Il destino di un guerriero, diretto da Agustín Díaz Yanes.
- Inigo Montoya è un personaggio del film del 1987 La storia fantastica, diretto da Rob Reiner.